# 가운데귀염
가운데귀염(영어: otitis media, 문화어: 가운데귀염) 또는 중이염(中耳炎)은 가운데귀에 염증이 생겨 일어나는 병을 말한다. 중이염의 두 가지 주요 유형으로 급성 중이염과 삼출성 중이염이 있다.
중이염은 3세가 될 때까지 3명 중 2명은 누구나 한 번씩 경험하는 흔한 질환이기도 하지만, 3명 중 1명 꼴로 3회 이상의 반복적 중이염을 앓게 되어 흔하게 만성화되는 질환이다. 급성 중이염이 만성화되는 과정의 삼출성 중이염은 급성 중이염의 연속선 상에 있음에도 항생제 치료에 대하여 최소의 반응만을 보이고, 4개월 이상 지속 시 튜브(환기관) 수술이 필요한 질환이 된다. 10세 이후에는 거의 발병하지 않지만, 한국 성인의 2% 정도는 고막이 없는 만성 중이염 상태로 살게 된다.

## 발병 원인
중이염의 발병 원인은 세균 감염 외 매우 다양하다. 현재까지 밝혀진 바에 따르면 바이러스나 세균 등의 감염, 이관(유스타키오관)의 기능부전, 알레르기, 그리고 환경적, 유전적 요소가 상호복합적으로 작용하여 중이염이 발병한다고 알려져 있다. 이관의 기능 장애가 있을 경우 비인강에서 중이강 쪽으로 오염된 물질이 역류되는 것을 막아주지 못하기 때문에 중이염이 더욱 빈번히 발생하게 된다.
유소아에게 성인보다 더 빈번히 발생하는 이유는, 성인에 비한 감염에 대한 면역기능이 미숙하고, 잦은 감기(상기도염) 때문에 비인강 내의 림프조직에 염증과 부종이 생겨 이관기능의 장애가 빈번하게 발생하고, 이관 구조도 성인에 비하여 상대적으로 더 넓고 짧으며 수평에 가까워 역류 감염되기 쉽고 이관 개폐에 관하는 연골이나 근육의 발달이 미숙하기 때문이다.

## 종류
- 만성중이염
- 삼출성중이염
- 진주종성중이염
- 급성중이염
- 귀염